# B-25 Mitchell

B-25J Mitchell

North American B-25 Mitchell a fost un bombardier mediu bimotor produs de North American. A folosit cu efect devastator împotriva țintelor germane și japoneze în fiecare teatru de operațiuni al celui de-al Doilea Război Mondial. Avionul a fost numit „Mitchell” în onoarea generalului Billy Mitchell, un prim pionier al puterii aeriene și un susținător al unei forțe aeriene independente a Statelor Unite. B-25 Mitchell este singurul avion militar american numit după o persoană anumită.
B-25 Mitchell a devenit faimos ca fiind bombardierul folosit în Raidul Doolittle de pe 18 aprilie 1942, în care 16 bombardiere B-25B, comandate de faimosul lt. col. Jimmy Doolittle, au decolat de pe portavionul USS Hornet și au bombardat cu succes Tokyo și alte orașe japoneze.

## Variante
- B-25A: Includea rezervoare de combustibil cu sisteme de asigurare a etanșeității, blindaj pentru echipaj și o stație de luptă îmbunătățită pentru mitraliorul din turelă.
- B-25B
- B-25C
- B-25D
- XB-25E
- XB-25F-A
- XB-25G
- B-25G
- B-25H
- B-25J
- CB-25J: Versiune de transport utilitar.
- VB-25J: Un număr de bombardiere B-25 au fost transformate în avioane de transport VIP și de stat major.